# 며느리 전성시대
《며느리 전성시대》는 2007년 7월 28일부터 2008년 1월 20일까지 방송되었던 KBS 2TV 주말 드라마로 환경이 다른 세 가족의 이야기를 다루었다.

## 등장 인물

### 주요 인물
- 김지훈 : 이복수 역 - 조미진의 남편, 장충동 원조 뚱땡이 할매 족발집 아들, 소피패션 기획 실장
- 이수경 : 조미진 역 - 이복수의 아내, 장충동 원조 뚱땡이 할매 족발집 며느리, 소피패션 대리, 조인우의 여동생
- 송선미 : 차수현 역 - 소피패션 수석 디자이너 겸 실장, 조미진의 대학 선배

### 족발집 사람들
- 윤여정 : 서미순 역 - 이복수의 어머니, 오향심의 며느리
- 박인환 : 이수길 역 - 이복수의 아버지, 전직 법원 공무원
- 김을동 : 오향심 역 - 이복수의 할머니, 장충동 원조 뚱땡이 할매 족발집 주인
- 서영희 : 이복남 역 - 이복수의 여동생, 장충동 원조 뚱땡이 할매 족발집 딸, 드라마 작가

### 청담동집 사람들
- 김보연 : 윤인경 역 - 조미진의 어머니. 노래강사
- 이영하 : 조민식 역 - 조미진의 아버지. 프랑스 식당 베네치아 사장
- 이필모 : 조인우 역 - 조미진의 오빠. 드라마 프로덕션 감독

### 성북동집 사람들
- 장현성 : 고준명 역 - 차수현의 남편
- 김혜옥 : 이명희 역 - 차수현의 시어머니. 오향심의 외동딸
- 윤주상 : 고연중 역 - 차수현의 시아버지

### 주변 인물
- 이종원 : 김기하 역 - 패션전문 포토그라퍼. 조인우의 친구
- 여운계 : 서옹심 역 - 옹심이네 족발집 주인
- 김미경 : 오상숙 역 - 소피패션 수석 디자이너 겸 팀장
- 이하 : 노승유 역 - 소피패션 MD. 이복수의 부하직원
- 성은 : 허지나 역 - 전직 패션모델. 소피패션 디자이너

## 수상 경력
- 2007년 KBS 연기대상
  - 우수 연기상: 장현성
  - 남자 신인상, 베스트 커플상: 김지훈
  - 여자 신인상, 베스트 커플상: 이수경
  - 남자 조연상: 이필모
  - 여자 조연상: 김혜옥

## 참고 사항
- 30부작으로 편성되었으나 20회를 연장하기로 결정하였고 2007년 11월 29일 삼화네트웍스는 KBS와 《며느리 전성시대》 연장 방송 계약을 체결했다고 29일 공시했다. 계약 금액은 18억 9582만 원이었다.[2]
- 2007년 12월 27일 KBS 2TV 주말 드라마 《엄마가 뿔났다》 제작 지연으로 인해 4회 추가 연장을 결정하였으나,[3] 출연진, 제작진들의 스케줄 문제로 인해 2회만 연장하여 2008년 1월 20일 막을 내렸다.[4]
- 김을동은 해당 드라마를 마지막 작품으로써 45년 간의 배우 생활 은퇴를 선언하고 정계 진출하였다.

## 동시간대 드라마
- 문희
- 깍두기(이상 MBC)
- 황금신부(SBS)